# 82 G. Eridani
82 G. Eridani eller HD 20794, är en ensam stjärna i den södra delen av stjärnbilden Eridanus. Den har en skenbar magnitud av ca 4,25 och är synlig för blotta ögat där ljusföroreningar ej förekommer. Baserat på parallaxmätning inom Hipparcosuppdraget på ca 165,5 mas, beräknas den befinna sig på ett avstånd på ca 19,7 ljusår (ca 6 parsek) från solen. Den rör sig bort från solen med en heliocentrisk radialhastighet på ca 87 km/s.

## Egenskaper
82 G. Eridani är en gul till vit stjärna i huvudserien av spektralklass G6 V, som är värd för ett system med minst tre planeter och en omkretsande stoftskiva. Den har en massa som är ca 0,7 solmassor, en radie som är ca 0,92 solradier och har ca 0,74 gånger solens utstrålning av energi från dess fotosfär vid en effektiv temperatur av ca 5 400 K.
82 G. Eridani är en höghastighetsstjärna - den rör sig snabbt jämfört med genomsnittet - och ingår därför förmodligen i Population II, i allmänhet äldre stjärnor vars rörelser tar dem långt utanför Vintergatans plan. Liksom många andra Population II-stjärnor är 82 G. Eridani något metallfattig och är äldre än solen. Den har en relativt hög omloppsexcentricitet på 0,40 inom galaxen, som sträcker sig mellan 4,6 och 10,8 kiloparsek från kärnan.
82 G. Eridani ligger i ett område med interstellär materia med låg densitet (ISM), varför den tros ha en stor heliosfär som sträcker sig över en vinkel på 6 bågsekunder på himlen. I förhållande till solen rör sig stjärnan med en rymdhastighet på 101 km/s.

## Planetsystem
I augusti 2011 tillkännagav europeiska astronomer upptäckten av tre exoplaneter som kretsar kring 82 G. Eridani. Massområdet för dessa planeter klassificerar dem som superjordar, objekt med bara några gånger jordens massa. Ingen av planeterna uppvisar en signifikant excentricitet i omloppsbana, men deras omloppsperioder är alla 90 dygn eller mindre, vilket tyder att de kretsar nära värdstjärnan. Jämviktstemperaturen för den mest avlägsna planeten, baserad på en antagen Bond albedo på 0,3, skulle vara ca 388 K (115 °C), betydligt över kokpunkten för vatten.
Ett överskott av infraröd strålning upptäcktes kring stjärnan av the Infrared Space Observatory vid 60 μm, men bekräftades senare inte av Spitzer Space Telescope, 2006. Men 2012 hittades en stoftskiva runt stjärnan av Herschel Space Observatory. Även om den inte är väl avgränsad och om den antas ha en liknande sammansättning som 61 Virginis stoftskiva, har den en halv storaxel på 19 AE.
Forskare under ledning av Fabo Feng kunde 2017 ge bevis för ytterligare tre planeter. En sådan kandidat, av Neptunus storlek, 82 G. Eridani f, kan kretsa inom stjärnans beboeliga zon. Teamet tror också att de med hjälp av brusreduceringstekniker bättre kan kvantifiera beskrivningarna för de tidigare tre exoplaneterna och har svaga bevis på 82 G. Eridani c. 
| Planet         | Massa           | Halv storaxel (AE) | Siderisk omloppstid (d) | Excentricitet | Inklination | Radie |
| -------------- | --------------- | ------------------ | ----------------------- | ------------- | ----------- | ----- |
| g (obekräftad) | 1,03 ± 0,30 M🜨  | 0,095 ± 0,001      | 11,86 ± 0,01            | 0,20 ± 0,15   | -           | -     |
| b              | 2,82 ± 0,1 M🜨   | 0,127 ± 0,001      | 18,33 ± 0,01            | 0,27 ± 0,04   | -           | -     |
| c (obekräftad) | 2,52 ± 0,52 M🜨  | 0,225 ± 0,002      | 18,33 ± 0,01            | 0,27 ± 0,04   | -           | -     |
| d              | 3,52± 0,58 M🜨   | 0,364 ± 0,004      | 88,90 ± 0,37            | 0,25 ± 0,16   | -           | -     |
| e              | 4,77 ± 0,89 M🜨  | 0,509 ±0,006       | 147,02 ± 0,91           | 0,29 ± 0,14   | -           | -     |
| f (obekräftad) | 10,26 ± 1,47 M🜨 | 0,875 ± 0,01       | 331,41 ± 3,01           | 0,05 ± 0,05   | -           | -     |